# Juglans sigillata
Juglans sigillata là một loài thực vật có hoa trong họ Juglandaceae. Loài này được Dode mô tả khoa học đầu tiên năm 1906.